# Petr Lüftner
Petr Lüftner (* 27. října 1988 Ústí nad Labem) je český písničkář, skladatel, textař, muzikant a zpěvák z Ústí nad Labem.

## Životopis
K hudbě se aktivně dostal poprvé asi v šesti letech, kdy začal chodit na hodiny klavíru. V sedmnácti letech se rozhodl pro hru na tahací harmoniku po svém dědovi.
Jeho snem bylo hrávat pravidelně lidovky na mysliveckých naháňkách a při podobných příležitostech, později hrával pravidelně lidovou hudbu coby student lesnické fakulty na pražské ČZU, při studiích v bavorském Freisingu, kde si hrou začal příležitostně vydělávat a o rok později ve finském městě Nokia napsal svou první písničku. Uplynul půlrok a song Ty jsi to Ústí byl nahrán, opatřen klipem a mohl do světa. Bylo to tehdy jen další z jeho splněných přání - nahrát jednou svou píseň a měl pocit, že má splněno. Ale nebylo tomu tak a byl jen na začátku něčeho úplně nového.
Do povědomí se dostal v srpnu 2013 uvedením protestsongu Ty jsi to Ústí, díky kterému začal koncertovat, potažmo navázal spolupráci s Xindlem X a s jeho pomocí, jakožto producentem vydal v dubnu 2016 svou první desku s názvem Až se příště narodím.
V květnu 2018 vydává po dvou letech Petr svou novou tvorbu a první vlaštovkou z desky je song Celebrity, poukazující na současnou neřest především mladších lidí, kteří často žijí svým imaginárním obrazem a zapomínají na to, čím skutečně jsou. Nové album začalo vznikat opět v Modleticích ve studiu Good Day Records pod vedením Jiřího Maška, ve spolupráci s producentem Ondřejem Škochem.
Dne 18. března 2023 vydal své třetí album Petri, které se nese opět v duchu písničkářství. Obsahuje 12 skladeb a celé album není jen protkané akordeonem, ale dá se říct, že i vánkem Finska, kde Lüftnerova kariéra započala.
Petr má sestru Elišku Lüftnerovou, která se do hudebního povědomí dostala prakticky ve stejné období, když zazářila jako šansonová zpěvačka ve finále soutěže Česko Slovensko má talent.

## Kapelní sestava[7]
Petr Lüftner - zpěv, akordeon, kytara, ukulele
Pavel Nepivoda - akustická kytara, piano
Tomáš Olšan - baskytara
Hynek Verner - bicí
Eliška Lüftnerová - zpěv
Jiří Straněk - akustická kytara

## Alba[8]
- Až se příště narodím (2016)
- To nevadí... (2018)
- PETRI (2023)

## Rozhlasová činnost
Petr Lüftner mimo svou hudební tvorbu pracuje i jako moderátor pořadu Hudební hledání na stanici Český rozhlas Sever, kde ve svém pořadu nabízí seznámení s písněmi a interprety, které není zcela běžné v českém éteru zaslechnout. Nechybějí ani zajímavé informace o více či méně známých tvůrcích napříč historií a celým světem.